# Bismuthin
Bismuthin, hay bismuthan theo tên hệ thống IUPAC (Quen đọc là bit-mu-thin) là hợp chất của bismuth và hydro. Nó là chất nặng nhất trong nhóm chất pnictogen hydride (hydride nhóm 15). Bismuthin không thực sự ổn định, dễ dàng bị phân hủy thành kim loại bismuth dưới 0 độ C. Hợp chất này có cấu trúc hình chóp với các góc H-Bi-H có số đo xấp xỉ 90 độ.

## Cách sử dụng, bảo quản, an toàn sử dụng

### An toàn khi sử dụng
Bismuthin là chất có độc tính cao, phải thật cẩn thận khi sử dụng.